# Hypohelion
Hypohelion P.R. Johnst. – rodzaj grzybów z typu workowców (Ascomycota).

## Systematyka i nazewnictwo
Pozycja w klasyfikacji według Index FungorumRhytismataceae, Rhytismatales, Leotiomycetidae, Leotiomycetes, Pezizomycotina, Ascomycota, Fungi.
Gatunki
- Hypohelion anhuiense Shuang Wang & C.L. Hou 2014
- Hypohelion durum Y.R. Lin, C.L. Hou & S.J. Wang 2004
- Hypohelion parvum P.R. Johnst. 1990
- Hypohelion scirpinum (DC.) P.R. Johnst. 1990

Wykaz gatunków i nazwy naukowe na podstawie Index Fungorum.